# Amata ornata
Amata ornata là một loài bướm đêm thuộc phân họ Arctiinae, họ Erebidae.